# Petra Amann
Petra Amann (* 10. Dezember 1968 in Bludenz) ist eine österreichische Etruskologin.
Petra Amann studierte anfangs 1987/88 Rechtswissenschaften an der Universität Salzburg und von 1988 bis 1995 Klassische Archäologie, Alte Geschichte, Ur- und Frühgeschichte, Ägyptologie und Orientalische Philologie an der Universität Wien. Forschungsaufenthalte für die Diplomarbeit führten sie 1993/94 ans Istituto Nazionale di Studi Etruschi ed Italici in Florenz und an die Università Federico II in Neapel. Im März 1995 bestand sie die Prüfung zur Magistra und begann danach ein Doktoratsstudium an der Universität Wien als Stipendiatin der Österreichischen Akademie der Wissenschaften. Erneut führten sie Studienaufenthalte an das Istituto Nazionale di Studi Etruschi ed Italici, an die Università degli Studi di Bologna sowie die Musei Civici von Reggio Emilia. Im Juli 1996 absolvierte sie den Corso di Etruscologia e Antichità Italiche an der Ausländeruniversität Perugia.
Zwischen 1989 und 1997 nahm Amann an Ausgrabungen in Carnuntum, Lauriacum, Tolfa, Elea/Velia und Roscigno sowie an Surveys in der Etruria padana (Reggio Emilia) teil. 1998 wurde sie Assistentin am damaligen Institut für Alte Geschichte, Altertumskunde und Epigraphik der Universität Wien. Im März 1999 wurde sie sub auspiciis Praesidentis rei publicae bei Luciana Aigner-Foresti promoviert. Für ihre Dissertation erhielt sie den Anerkennungspreis des Landes Vorarlberg und den Würdigungspreis des Bundesministerium für Wissenschaft und Verkehr.
2008 organisierte sie mit Luciana Aigner-Foresti die 1. Internationale Tagung der Sektion ‚Wien/Österreich‘ des Istituto Nazionale di Studi Etruschi ed Italici: „Öffentliche und private Kulte bei den Etruskern und ihre Auswirkungen auf Politik und Gesellschaft“.
Die Habilitation für Alte Geschichte, Etruskologie und italische Altertumskunde erfolgte im April 2010 an der Universität Wien. Einen Monat später wählte sie das Istituto Nazionale di Studi Etruschi ed Italici zum ausländischen Mitglied. Im Wintersemester 2010/11 lehrte Amann als Gastprofessorin an der Universität Florenz. Im Februar 2013 wurde sie Professorin für Etruskologie und Italische Altertumskunde am Institut für Alte Geschichte und Altertumskunde, Papyrologie und Epigraphik der Universität Wien. Seit 2019 ist sie korrespondierendes Mitglied der Österreichischen Akademie der Wissenschaften.
Amann beschäftigt sich vorrangig mit der etruskischen Sozial- und Geschlechtergeschichte, der etruskischen Epigraphik, der altitalischen Religionsgeschichte, den Kulturkontakten und dem Kulturtransfer im vorkaiserzeitlichen Italien, den altitalischen Völkerschaften, insbesondere den antiken Umbrern, sowie dem frühen Rom.

## Schriften
- Die Etruskerin. Geschlechterverhältnisse und Stellung der Frau im frühen Etrurien (9.–5. Jh. v. Chr.).  (= Österreichische Akademie der Wissenschaften. Philosophisch-Historische Klasse: Denkschriften. Band 289 = Archäologische Forschungen. Band 5), Verlag der Österreichischen Akademie der Wissenschaften, Wien 2000, ISBN 3-7001-2934-3.
- Die antiken Umbrer zwischen Tiber und Apennin, unter besonderer Berücksichtigung der Einflüsse aus Etrurien. Holzhausen, Wien 2011, ISBN 978-3-85493-185-0 (Habilitationsschrift Universität Wien 2010, 476 Seiten).